# Gérard Colin
Gérard Colin (ur. 3 marca 1958 w La Bresse) – francuski skoczek narciarski, reprezentant kraju, olimpijczyk, trener.

## Kariera
Gérard Colin w latach 1979–1987 startował w konkursach Pucharu Świata, w którym najlepszy sezon miał w sezonie 1982/1983, w którym zajął 29. miejsce w klasyfikacji generalnej, a najlepszy wynik osiągnął 11 marca 1983 roku w norweskim Bærum, kiedy zajął 4. miejsce. Startował również na dwóch igrzyskach olimpijskich: Lake Placid 1980 (35. miejsce na normalnej skoczni, 42. miejsce na dużej skoczni) oraz Sarajewo 1984 (15. miejsce na normalnej skoczni, 32. miejsce na dużej skoczni) oraz na trzech mistrzostwach świata: Oslo 1982 (36. miejsce na normalnej skoczni, 33. miejsce na dużej skoczni), Seefeld 1985 37. miejsce na dużej skoczni, 46. miejsce na normalnej skoczni) oraz Oberstdorf 1987 (52. miejsce na normalnej skoczni, 31. miejsce na dużej skoczni). Po sezonie 1986/1987 zakończył sportową karierę.

## Igrzyska olimpijskie

### Indywidualnie
| 1980 Lake Placid | – | 35. miejsce (K-86), 42. miejsce (K-114) |
| 1984 Sarajewo    | – | 15. miejsce (K-90), 32. miejsce (K-112) |

### Starty G. Colina na igrzyskach olimpijskich – szczegółowo
| Miejsce | Dzień     | Rok  | Miejscowość | Skocznia | Punkt K | HS | Konkurs  | Skok 1 | Skok 2  | Nota      | Strata   | Zwycięzca     |
| ------- | --------- | ---- | ----------- | -------- | ------- | -- | -------- | ------ | ------- | --------- | -------- | ------------- |
| 17.     | 12 lutego | 1984 | Sarajewo    | Igman    | K-90    | –  | indywid. | 84,5 m | 83,0 m  | 192,5 pkt | 22,7 pkt | Jens Weißflog |
| 15.     | 18 lutego | 1984 | Sarajewo    | Igman    | K-112   | –  | indywid. | 90,0 m | 101,0 m | 163,8 pkt | 67,4 pkt | Matti Nykänen |

## Mistrzostwa świata

### Indywidualnie
| 1982 Oslo       | – | 36. miejsce (K-85), 33. miejsce (K-105) |
| 1985 Seefeld    | – | 37. miejsce (K-109), 46. miejsce (K-90) |
| 1987 Oberstdorf | – | 52. miejsce (K-115), 31. miejsce (K-90) |

### Starty G. Colina na mistrzostwach świata – szczegółowo
| Miejsce | Dzień       | Rok  | Miejscowość | Skocznia                   | Punkt K | HS | Konkurs  | Skok 1 | Skok 2 | Skok 3 | Skok 4 | Nota      | Strata   | Zwycięzca      |
| ------- | ----------- | ---- | ----------- | -------------------------- | ------- | -- | -------- | ------ | ------ | ------ | ------ | --------- | -------- | -------------- |
| 36.     | 21 lutego   | 1982 | Oslo        | Midtstubakken              | K-85    | –  | indywid. | 73,0 m | 76,5 m | –      | –      | 207,4 pkt | 41,9 pkt | Armin Kogler   |
| 33.     | 28 lutego   | 1982 | Oslo        | Holmenkollbakken           | K-105   | –  | indywid. | 94,0 m | 89,0 m | –      | –      | 202,2 pkt | 55,7 pkt | Matti Nykänen  |
| 37.     | 20 stycznia | 1985 | Innsbruck   | Bergisel                   | K-85    | –  | indywid. | 95,0 m | 92,0 m | –      | –      | 163,6 pkt | 60,6 pkt | Per Bergerud   |
| 46.     | 26 stycznia | 1985 | Seefeld     | Toni-Seelos-Olympiaschanze | K-90    | –  | indywid. | 81,0 m | 76,0 m | –      | –      | 169,7 pkt | 55,6 pkt | Jens Weißflog  |
| 52.     | 15 lutego   | 1987 | Oberstdorf  | Orlen Arena Oberstdorf     | K-115   | –  | indywid. | 98,5 m | 99,0 m | –      | –      | 162,0 pkt | 54,0 pkt | Andreas Felder |
| 31.     | 20 lutego   | 1987 | Oberstdorf  | Orlen Arena Oberstdorf     | K-90    | –  | indywid. | 83,0 m | 85,0 m | –      | –      | 194,8 pkt | 29,6 pkt | Jiří Parma     |

## Puchar Świata

### Miejsca w klasyfikacji generalnej
| Sezon     | Miejsce |
| --------- | ------- |
| 1979/1980 | 73.     |
| 1980/1981 | 83.     |
| 1982/1983 | 29.     |
| 1983/1984 | 38.     |
| 1984/1985 | 66.     |

### Miejsca w „10” w konkursach indywidualnych Pucharu Świata chronologicznie
| Nr | Dzień       | Rok  | Miejscowość  | Skocznia     | Punkt K | HS | Skok 1  | Skok 2  | Nota      | Lok. | Strata   | Zwycięzca       |
| -- | ----------- | ---- | ------------ | ------------ | ------- | -- | ------- | ------- | --------- | ---- | -------- | --------------- |
| 1. | 9 lutego    | 1980 | Saint-Nizier | Dauphiné     | K-112   | –  | 93,0 m  | 95,0 m  | 194,9 pkt | 8.   | 27,3 pkt | Piotr Fijas     |
| 2. | 6 marca     | 1983 | Lahti        | Salpausselkä | K-113   | –  | 100,5 m | 99,5 m  | 214,3 pkt | 8.   | 43,4 pkt | Horst Bulau     |
| 3. | 11 marca    | 1983 | Bærum        | Skuibakken   | K-110   | –  | 112,0 m | 101,0 m | 247,7 pkt | 4.   | 19,4 pkt | Armin Kogler    |
| 4. | 22 stycznia | 1984 | Sapporo      | Ōkurayama    | K-110   | –  | 109,5 m | 101,0 m | 203,7 pkt | 7.   | 23,5 pkt | Manfred Steiner |

### Miejsca w poszczególnych konkursach Pucharu Świata
| Sezon 1979/1980                                          |                        |                        |               |               |                        |                        |               |                   |                     |                     |                |                |              |             |           |              |              |                     |                     |                     |            |         |                     |                     |        |        |        |        |        |        |        |        |        |        |        |
| Cortina d’Ampezzo                                        | Oberstdorf             | Garmisch-Partenkirchen | Innsbruck     | Bischofshofen | Sapporo                | Sapporo                | Thunder Bay   | Thunder Bay       | Zakopane            | Zakopane            | Saint-Nizier   | Saint-Nizier   | Sankt Moritz | Gstaad      | Engelberg | Vikersund    | Lahti        | Lahti               | Falun               | Oslo                | Planica    | Planica | Szczyrbskie Jezioro | Szczyrbskie Jezioro | Punkty | Punkty |        |        |        |        |        |        |        |        |        |
| –                                                        | 62                     | 46                     | 40            | 93            | –                      | –                      | 20            | 15                | –                   | –                   | 8              | –              | –            | –           | –         | –            | –            | –                   | –                   | –                   | –          | –       | –                   | –                   | 9      | 9      |        |        |        |        |        |        |        |        |        |
| Sezon 1980/1981                                          |                        |                        |               |               |                        |                        |               |                   |                     |                     |                |                |              |             |           |              |              |                     |                     |                     |            |         |                     |                     |        |        |        |        |        |        |        |        |        |        |        |
| Oberstdorf                                               | Garmisch-Partenkirchen | Innsbruck              | Bischofshofen | Harrachov     | Liberec                | Sankt Moritz           | Gstaad        | Engelberg         | Ironwood            | Ironwood            | Sapporo        | Sapporo        | Thunder Bay  | Thunder Bay | Chamonix  | Saint Nizier | Lahti        | Lahti               | Falun               | Oslo                | Bærum      | Planica | Planica             | Punkty              | Punkty | Punkty | Punkty | Punkty | Punkty | Punkty | Punkty | Punkty | Punkty | Punkty | Punkty |
| 74                                                       | 49                     | 66                     | –             | –             | –                      | –                      | –             | –                 | –                   | –                   | –              | –              | –            | –           | 15        | –            | –            | –                   | –                   | –                   | –          | –       | –                   | 1                   | 1      | 1      | 1      | 1      | 1      | 1      | 1      | 1      | 1      | 1      | 1      |
| Sezon 1981/1982                                          |                        |                        |               |               |                        |                        |               |                   |                     |                     |                |                |              |             |           |              |              |                     |                     |                     |            |         |                     |                     |        |        |        |        |        |        |        |        |        |        |        |
| Cortina d’Ampezzo                                        | Oberstdorf             | Garmisch-Partenkirchen | Innsbruck     | Bischofshofen | Sapporo                | Sapporo                | Thunder Bay   | Thunder Bay       | Sankt Moritz        | Engelberg           | Oslo           | Oslo           | Lahti        | Lahti       | Tauplitz  | Tauplitz     | Tauplitz     | Szczyrbskie Jezioro | Szczyrbskie Jezioro | Planica             | Planica    | Punkty  | Punkty              | Punkty              | Punkty | Punkty | Punkty | Punkty | Punkty | Punkty | Punkty | Punkty | Punkty |        |        |
| –                                                        | 70                     | 41                     | 79            | 62            | –                      | –                      | –             | –                 | –                   | –                   | –              | –              | –            | –           | –         | –            | –            | –                   | –                   | –                   | –          | 0       | 0                   | 0                   | 0      | 0      | 0      | 0      | 0      | 0      | 0      | 0      | 0      |        |        |
| Sezon 1982/1983                                          |                        |                        |               |               |                        |                        |               |                   |                     |                     |                |                |              |             |           |              |              |                     |                     |                     |            |         |                     |                     |        |        |        |        |        |        |        |        |        |        |        |
| Cortina d’Ampezzo                                        | Oberstdorf             | Garmisch-Partenkirchen | Innsbruck     | Bischofshofen | Harrachov              | Harrachov              | Lake Placid   | Lake Placid       | Thunder Bay         | Thunder Bay         | Sankt Moritz   | Gstaad         | Engelberg    | Vikersund   | Vikersund | Vikersund    | Falun        | Falun               | Lahti               | Lahti               | Baerum     | Oslo    | Planica             | Planica             | Punkty | Punkty |        |        |        |        |        |        |        |        |        |
| 14                                                       | 40                     | 59                     | 60            | 85            | –                      | –                      | 16            | 19                | 50                  | 20                  | 36             | 22             | –            | –           | –         | –            | 28           | 14                  | 14                  | 8                   | 4          | 40      | 14                  | 19                  | 28     | 28     |        |        |        |        |        |        |        |        |        |
| Sezon 1983/1984                                          |                        |                        |               |               |                        |                        |               |                   |                     |                     |                |                |              |             |           |              |              |                     |                     |                     |            |         |                     |                     |        |        |        |        |        |        |        |        |        |        |        |
| Thunder Bay                                              | Thunder Bay            | Lake Placid            | Lake Placid   | Oberstdorf    | Garmisch-Partenkirchen | Innsbruck              | Bischofshofen | Cortina d’Ampezzo | Harrachov           | Liberec             | Sapporo        | Sapporo        | Sarajewo     | Sarajewo    | Lahti     | Lahti        | Falun        | Lillehammer         | Oslo                | Oberstdorf          | Oberstdorf | Planica | Planica             | Punkty              | Punkty | Punkty | Punkty | Punkty | Punkty | Punkty | Punkty | Punkty | Punkty | Punkty | Punkty |
| –                                                        | 11                     | –                      | –             | 85            | 38                     | 91                     | 75            | 11                | –                   | –                   | –              | 7              | –            | –           | –         | –            | –            | –                   | –                   | –                   | –          | –       | –                   | 20                  | 20     | 20     | 20     | 20     | 20     | 20     | 20     | 20     | 20     | 20     | 20     |
| Sezon 1984/1985                                          |                        |                        |               |               |                        |                        |               |                   |                     |                     |                |                |              |             |           |              |              |                     |                     |                     |            |         |                     |                     |        |        |        |        |        |        |        |        |        |        |        |
| Thunder Bay                                              | Thunder Bay            | Lake Placid            | Lake Placid   | Oberstdorf    | Garmisch-Partenkirchen | Innsbruck              | Bischofshofen | Cortina d’Ampezzo | Sapporo             | Sapporo             | Sankt Moritz   | Engelberg      | Harrachov    | Lahti       | Lahti     | Örnsköldsvik | Falun        | Oslo                | Szczyrbskie Jezioro | Szczyrbskie Jezioro | Punkty     | Punkty  | Punkty              | Punkty              | Punkty | Punkty | Punkty | Punkty | Punkty | Punkty | Punkty | Punkty | Punkty | Punkty | Punkty |
| –                                                        | –                      | –                      | –             | 82            | 56                     | 83                     | 55            | –                 | –                   | –                   | –              | –              | –            | –           | –         | –            | –            | –                   | –                   | –                   | 0          | 0       | 0                   | 0                   | 0      | 0      | 0      | 0      | 0      | 0      | 0      | 0      | 0      | 0      | 0      |
| Sezon 1985/1986                                          |                        |                        |               |               |                        |                        |               |                   |                     |                     |                |                |              |             |           |              |              |                     |                     |                     |            |         |                     |                     |        |        |        |        |        |        |        |        |        |        |        |
| Thunder Bay                                              | Thunder Bay            | Lake Placid            | Lake Placid   | Chamonix      | Oberstdorf             | Garmisch-Partenkirchen | Innsbruck     | Bischofshofen     | Harrachov           | Liberec             | Klingenthal    | Oberwiesenthal | Sapporo      | Sapporo     | Vikersund | Vikersund    | Sankt Moritz | Gstaad              | Engelberg           | Lahti               | Lahti      | Oslo    | Planica             | Planica             | Punkty |        |        |        |        |        |        |        |        |        |        |
| –                                                        | –                      | –                      | –             | –             | 73                     | 30                     | 41            | –                 | –                   | –                   | –              | –              | –            | –           | –         | –            | –            | –                   | –                   | –                   | –          | –       | –                   | –                   | 0      |        |        |        |        |        |        |        |        |        |        |
| Sezon 1986/1987                                          |                        |                        |               |               |                        |                        |               |                   |                     |                     |                |                |              |             |           |              |              |                     |                     |                     |            |         |                     |                     |        |        |        |        |        |        |        |        |        |        |        |
| Thunder Bay                                              | Thunder Bay            | Lake Placid            | Lake Placid   | Chamonix      | Oberstdorf             | Garmisch-Partenkirchen | Innsbruck     | Bischofshofen     | Szczyrbskie Jezioro | Szczyrbskie Jezioro | Oberwiesenthal | Sapporo        | Sapporo      | Lahti       | Lahti     | Örnsköldsvik | Falun        | Planica             | Planica             | Oslo                | Oslo       | Punkty  | Punkty              | Punkty              | Punkty | Punkty | Punkty | Punkty | Punkty | Punkty |        |        |        |        |        |
| –                                                        | –                      | –                      | –             | –             | –                      | 63                     | 86            | –                 | –                   | –                   | –              | –              | –            | –           | –         | –            | –            | –                   | –                   | –                   | –          | 0       | 0                   | 0                   | 0      | 0      | 0      | 0      | 0      | 0      |        |        |        |        |        |
| Legenda                                                  |                        |                        |               |               |                        |                        |               |                   |                     |                     |                |                |              |             |           |              |              |                     |                     |                     |            |         |                     |                     |        |        |        |        |        |        |        |        |        |        |        |
| 1 2 3 4–10 11–15 poniżej 15 – – zawodnik nie wystartował |                        |                        |               |               |                        |                        |               |                   |                     |                     |                |                |              |             |           |              |              |                     |                     |                     |            |         |                     |                     |        |        |        |        |        |        |        |        |        |        |        |

## Turniej Czterech Skoczni

### Miejsca w klasyfikacji generalnej
| Sezon     | Miejsce |
| --------- | ------- |
| 1979/1980 | 54.     |
| 1980/1981 | 76.     |
| 1981/1982 | 62.     |
| 1982/1983 | 59.     |
| 1983/1984 | 67.     |
| 1984/1985 | 76.     |
| 1985/1986 | 58.     |
| 1986/1987 | 104.    |

## Kariera trenerska
Gérard Colin po zakończeniu kariery sportowej rozpoczął karierę trenerską. W latach 1987–1988 oraz w latach 2014-2018 był trenerem reprezentacji Francji.